# Bolo (piłkarz)
Bolo, właśc. Jon Andoni Pérez Alonso (ur. 5 marca 1974 w Bilbao) – hiszpański piłkarz występujący na pozycji napastnika. Trener piłkarski.

## Kariera
Bolo treningi rozpoczął w zespole Danok Bat CF. Następnie grał w juniorach Athleticu Bilbao, później także w jego rezerwach i pierwszej drużynie. W Primera División zadebiutował 20 lutego 1994 w przegranym 0:1 meczu z Realem Saragossa. 11 lutego 1996 w wygranym 2:1 spotkaniu ze Sportingiem Gijón strzelił pierwszego gola w Primera División. Z Athletiku Bolo był wypożyczany do zespołów Segunda División - Osasuny oraz Hérculesa. Graczem Athleticu był do 1998 roku.
Następnie Bolo występował w Rayo Vallecano z Segunda División. W sezonie 1998/1999 awansował z nim do Primera División. W sezonie 2000/2001 został królem strzelców Pucharu UEFA. Zawodnikiem Rayo był przez sześć sezonów. Potem grał w Gimnàstiku Tarragona (Segunda División), Numancii (Segunda División) oraz w Barakaldo (Segunda División B). W 2009 roku zakończył karierę.